# Pétition du rameau d'olivier

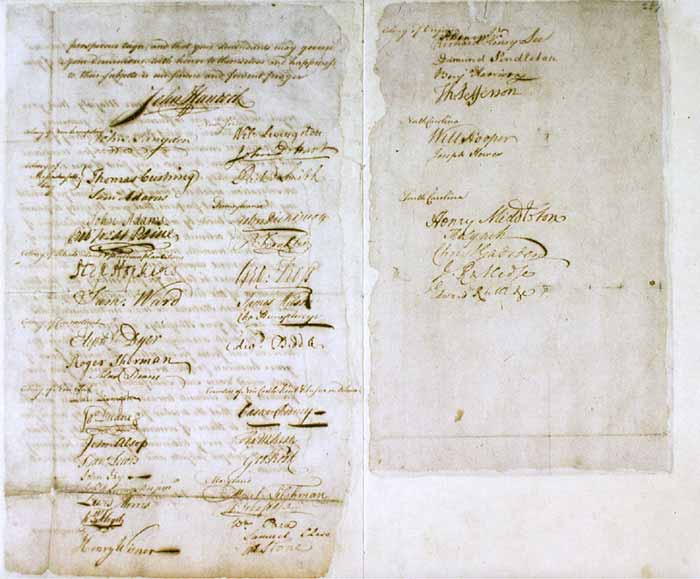
La Pétition du rameau d'olivier.

La Pétition du rameau d'olivier (en anglais : Olive Branch Petition), rédigée le 5 juillet 1775, était une lettre envoyée au roi de Grande-Bretagne George III par le Second Congrès continental, pendant la révolution américaine. D'abord écrite par Thomas Jefferson, elle fut revue et corrigée dans un sens moins radical par John Dickinson. La pétition affirmait que les Américains ne souhaitaient pas l'indépendance, mais réclamaient humblement une négociation au sujet du commerce et des taxes avec Londres.
La lettre arriva à Londres en août et fut ignorée par George III, qui proclama les colonies en état de rébellion. En octobre, il accusa les colonies de viser l'indépendance, contrairement à ce qui était écrit dans la pétition .